# Rhaphidophora ovoidea
Rhaphidophora ovoidea — вид квіткових рослин із родини Araceae, роду Rhaphidophora. Це ліана, рідним ареалом якої є пд.-зх. Берег Слонової Кістки.